# 比貢
比貢（烏克蘭語：Бігунь），是烏克蘭北部的村莊，隸屬日托米爾州的科羅斯滕區。該村始建於1695年，面積5.48平方公里，海拔高度231米，2001年該村落人口1,614。
51°24′7″N 28°16′58″E / 51.40194°N 28.28278°E